# Mafalda Freitas
Mafalda Freitas (Funchal, 1971), de nome completo Teresa Mafalda de Freitas Araújo, é uma bióloga, desportista e gestora portuguesa, natural da Ilha da Madeira, onde dirige a Estação de Biologia Marinha do Funchal. Foi distinguida pelo Comité Olímpico de Portugal em março de 2016, por ocasião do Dia Internacional da Mulher.
Mafalda Freitas é licenciada em Biologia Marinha e Pescas pela Universidade do Algarve, especializando-se em sistemática de tubarões e raias de profundidade. É curadora do Museu de História Natural do Funchal e diretora da Estação de Biologia Marinha do Funchal chefiando vários projetos científicos em Biologia Marinha.
Mafalda Freitas é Mestre em Gestão de Empresas, e presidente do Clube Naval do Funchal desde 2010, sendo a primeira mulher a exercer este cargo. Ocupa-se também da gestão da Marina do Funchal, que se encontra sob a alçada do clube. Em janeiro de 2018 anunciou publicamente a sua intenção de não se recandidatar à direção do clube.
Em Março de 2020 foi nomeada Diretora Regional do Mar, tendo sido reconduzida em Março de 2023.
Em abril de 2023 é publicado o livro "Porto Santo Debaixo de Água" sobre a diversidade da fauna e flora marinha daquela ilha e do qual Freitas foi coordenadora científica.

## Prémios e Reconhecimentos
A 8 de março de 2016, por ocasião do Dia Internacional da Mulher, foi distinguida pelo Comité Olímpico de Portugal, na pessoa do seu presidente, José Manuel Constantino. Das dezasseis mulheres então distinguidas, foi a única pertencente a um clube de modalidades ligadas ao mar, e a única não proveniente de Portugal Continental.
Em 2022, recebeu o Prémio Femina, na categoria Conservação do Ambiente e da Natureza. 